# القوات المسلحة البيروية

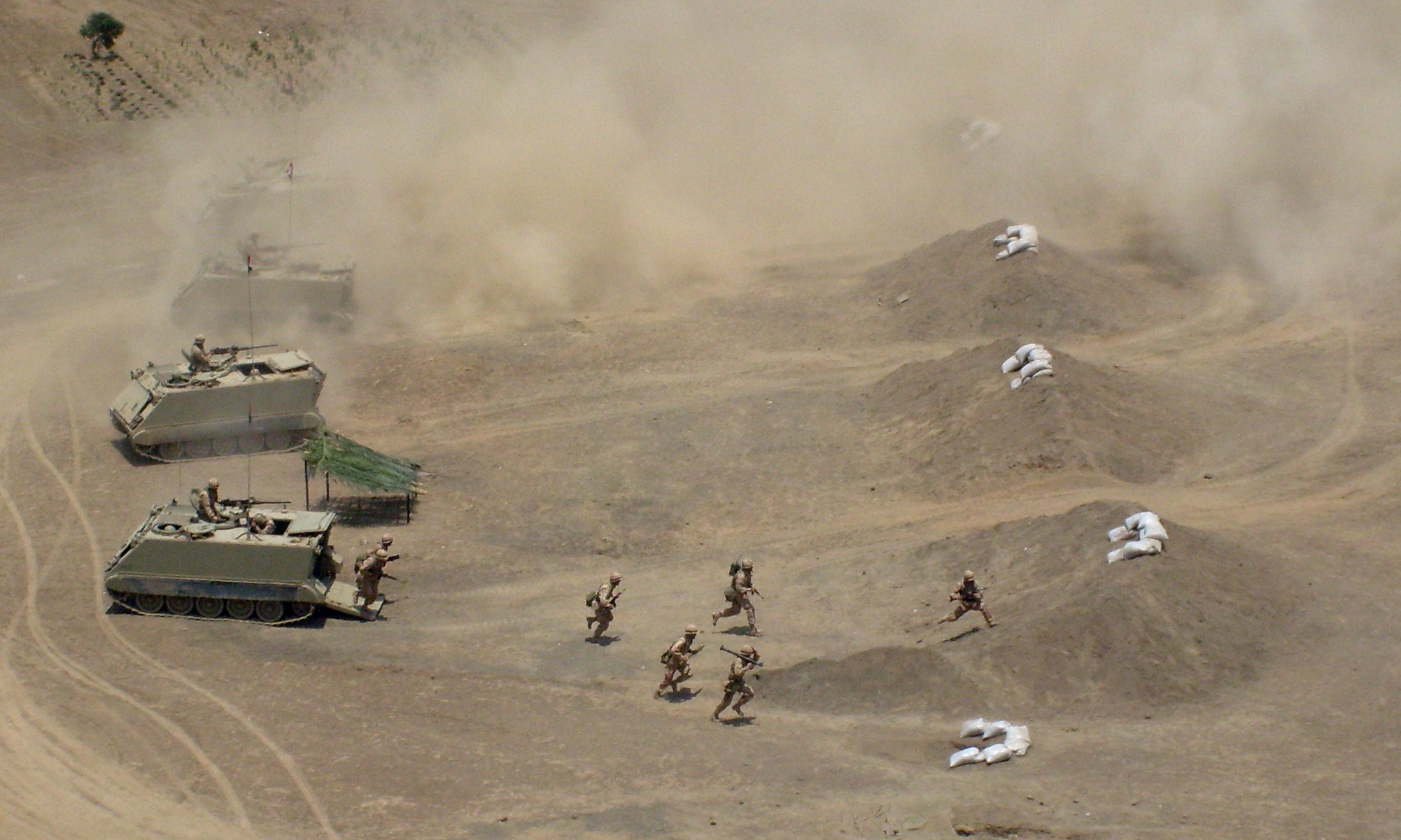
القوات المسلحة البيروفية في 2007

القوات المُسَلَحةْ البيروية وهي القوات المسلحة الرسمية التي تحمي دولة بيرو وتتألف من جيش البيرو والبحرية البيروفية والقوات الجوية البيروفية وأحياناً تصنف الشرطة الوطنية البيروفية، تأسست هذه القوات في سنة 1821 بعد استقلال البيرو من الإمبراطورية الإسبانية والقائد الأعلى لهذه القوات هو رئيس الجمهورية البيروفي، تتألف هذه القوات من 120,658 جندي، والدول الداعمة للأسلحة لهذهِ القوات هي روسيا والولايات المتحدة وفرنسا وإيطاليا وبيلاروسيا وإسبانيا والصين وأوزبكستان وكوريا الجنوبية وإسرائيل والأرجنتين وصربيا وكوبا.